# Euclidia
Euclidia is een geslacht van nachtvlinders uit de familie spinneruilen (Erebidae).

## Soorten
- Euclidia mi (mi-vlinder) - Clerck, 1759
- Euclidia annexa - H. Edwards, 1890
- Euclidia ardita - Franclemont, 1957
- Euclidia caerulea - Grote, 1873
- Euclidia costimacula - Cockayne 1951
- Euclidia cuncleata - Lenzen 1944
- Euclidia cuspidea - Hübner, 1818
- Euclidia dentata - Staudinger, 1871
- Euclidia derufata - Warren
- Euclidia desagittata - Lempke, 1966
- Euclidia diagonalis - Dyar, 1898
- Euclidia explanata - Rebel, 1908
- Euclidia fortalitium - Tauscher, 1809
- Euclidia futilis - Staudinger, 1897
- Euclidia glyphica (Bruine daguil) - (Linnaeus, 1758)
- Euclidia insulata - Klemensiewicz, 1929
- Euclidia intercalaris - Grote, 1882 (=Euclidia dyari)
- Euclidia limbosa - Guenée, 1852
- Euclidia munita - (Hübner, 1813)
- Euclidia obscura - Lempke, 1949
- Euclidia oranensis - Rothschild, 1920
- Euclidia regia - Staudinger, 1888
- Euclidia suffusa - Warren, 1913
- Euclidia tarsalis - Walker, 1865
- Euclidia triangula - Barnes & McDunnough, 1918
- Euclidia triquetra - (Denis & Schiffermüller, 1775)
- Euclidia vitiosa
- Euclidia vittata - Philippi, 1860